# 앙골라 축구 국가대표팀
앙골라 축구 국가대표팀(포르투갈어: Seleção nacional de futebol de Angola)은 앙골라를 대표하는 축구 대표팀으로 앙골라 축구 협회에서 관리한다. 1977년 6월 1일 쿠바를 상대로 국제 A매치 첫 경기를 치렀으며 현재 11월 11일 국립경기장을 홈 구장으로 사용하고 있다.

## 국제 대회 경력

### FIFA 월드컵
2006년 FIFA 월드컵을 통해 처음으로 월드컵 본선에 모습을 드러내어 D조 조별리그에서 2무 1패·조 3위에 머무르며 16강 진출에는 실패했지만 포르투갈과의 첫 경기에서 0-1로 패했을 뿐 멕시코와 이란을 상대로는 무승부를 거두며 선전하는 모습을 보여주었다.

### 아프리카 네이션스컵
아프리카 네이션스컵 본선에는 9번 출전하여 이 중 2008년과 2010년 그리고 2023년 대회에서 8강에 이름을 올리면서 월드컵과 네이션스컵을 통틀어 메이저 대회 역대 최고 성적을 거두었다.

### 아프리카 네이션스 챔피언십
자국 리그에서 활동하는 선수들만 참가할 수 있는 아프리카 네이션스 챔피언십 본선에는 3번 출전하여 이 중 2011년 대회에서 준우승을 차지했고 2018년 대회에서는 8강에 이름을 올렸다.

## 기타 국제 대회 경력
COSAFA컵에는 16번 출전하여 이 중 4번의 대회의 결승에 올라 3번의 우승과 1번의 준우승을 차지했고 2번의 대회에서는 4강에 오르는 등 10번의 대회에서 8강 이상의 성적을 기록했으며 중앙아프리카 경기 대회에는 3번 출전하여 1987년 대회에서 은메달을 목에 걸었다.

## FIFA 월드컵(본선)
| FIFA 월드컵 본선 기록 | FIFA 월드컵 본선 기록        | FIFA 월드컵 본선 기록        | FIFA 월드컵 본선 기록        | FIFA 월드컵 본선 기록        | FIFA 월드컵 본선 기록        | FIFA 월드컵 본선 기록        | FIFA 월드컵 본선 기록        | FIFA 월드컵 본선 기록        | FIFA 월드컵 본선 기록        |
| 년도                  | 결과                         | 순위                         | 경기                         | 승                           | 무*                          | 패                           | 득점                         | 실점                         | 승점                         |
| --------------------- | ---------------------------- | ---------------------------- | ---------------------------- | ---------------------------- | ---------------------------- | ---------------------------- | ---------------------------- | ---------------------------- | ---------------------------- |
| 1930년                | 독립 이전                    | 독립 이전                    | 독립 이전                    | 독립 이전                    | 독립 이전                    | 독립 이전                    | 독립 이전                    | 독립 이전                    | 독립 이전                    |
| 1934년                | 독립 이전                    | 독립 이전                    | 독립 이전                    | 독립 이전                    | 독립 이전                    | 독립 이전                    | 독립 이전                    | 독립 이전                    | 독립 이전                    |
| 1938년                | 독립 이전                    | 독립 이전                    | 독립 이전                    | 독립 이전                    | 독립 이전                    | 독립 이전                    | 독립 이전                    | 독립 이전                    | 독립 이전                    |
| 1950년                | 독립 이전                    | 독립 이전                    | 독립 이전                    | 독립 이전                    | 독립 이전                    | 독립 이전                    | 독립 이전                    | 독립 이전                    | 독립 이전                    |
| 1954년                | 독립 이전                    | 독립 이전                    | 독립 이전                    | 독립 이전                    | 독립 이전                    | 독립 이전                    | 독립 이전                    | 독립 이전                    | 독립 이전                    |
| 1958년                | 독립 이전                    | 독립 이전                    | 독립 이전                    | 독립 이전                    | 독립 이전                    | 독립 이전                    | 독립 이전                    | 독립 이전                    | 독립 이전                    |
| 1962년                | 독립 이전                    | 독립 이전                    | 독립 이전                    | 독립 이전                    | 독립 이전                    | 독립 이전                    | 독립 이전                    | 독립 이전                    | 독립 이전                    |
| 1966년                | 독립 이전                    | 독립 이전                    | 독립 이전                    | 독립 이전                    | 독립 이전                    | 독립 이전                    | 독립 이전                    | 독립 이전                    | 독립 이전                    |
| 1970년                | 독립 이전                    | 독립 이전                    | 독립 이전                    | 독립 이전                    | 독립 이전                    | 독립 이전                    | 독립 이전                    | 독립 이전                    | 독립 이전                    |
| 1974년                | 독립 이전                    | 독립 이전                    | 독립 이전                    | 독립 이전                    | 독립 이전                    | 독립 이전                    | 독립 이전                    | 독립 이전                    | 독립 이전                    |
| 1978년                | 비회원국                     | 비회원국                     | 비회원국                     | 비회원국                     | 비회원국                     | 비회원국                     | 비회원국                     | 비회원국                     | 비회원국                     |
| 1982년                | 비회원국                     | 비회원국                     | 비회원국                     | 비회원국                     | 비회원국                     | 비회원국                     | 비회원국                     | 비회원국                     | 비회원국                     |
| 1986년                | 예선 탈락                    | 예선 탈락                    | 예선 탈락                    | 예선 탈락                    | 예선 탈락                    | 예선 탈락                    | 예선 탈락                    | 예선 탈락                    | 예선 탈락                    |
| 1990년                | 예선 탈락                    | 예선 탈락                    | 예선 탈락                    | 예선 탈락                    | 예선 탈락                    | 예선 탈락                    | 예선 탈락                    | 예선 탈락                    | 예선 탈락                    |
| 1994년                | 예선 탈락                    | 예선 탈락                    | 예선 탈락                    | 예선 탈락                    | 예선 탈락                    | 예선 탈락                    | 예선 탈락                    | 예선 탈락                    | 예선 탈락                    |
| 1998년                | 예선 탈락                    | 예선 탈락                    | 예선 탈락                    | 예선 탈락                    | 예선 탈락                    | 예선 탈락                    | 예선 탈락                    | 예선 탈락                    | 예선 탈락                    |
| 2002년                | 예선 탈락                    | 예선 탈락                    | 예선 탈락                    | 예선 탈락                    | 예선 탈락                    | 예선 탈락                    | 예선 탈락                    | 예선 탈락                    | 예선 탈락                    |
| 2006년                | 조별리그                     | 23위                         | 3                            | 0                            | 2                            | 1                            | 1                            | 2                            | 2                            |
| 2010년                | 예선 탈락                    | 예선 탈락                    | 예선 탈락                    | 예선 탈락                    | 예선 탈락                    | 예선 탈락                    | 예선 탈락                    | 예선 탈락                    | 예선 탈락                    |
| 2014년                | 예선 탈락                    | 예선 탈락                    | 예선 탈락                    | 예선 탈락                    | 예선 탈락                    | 예선 탈락                    | 예선 탈락                    | 예선 탈락                    | 예선 탈락                    |
| 2018년                | 예선 탈락                    | 예선 탈락                    | 예선 탈락                    | 예선 탈락                    | 예선 탈락                    | 예선 탈락                    | 예선 탈락                    | 예선 탈락                    | 예선 탈락                    |
| 합계                  | 1회 진출(1/11)               | 조별리그                     | 3                            | 0                            | 2                            | 1                            | 1                            | 2                            | 2                            |
| 순위                  | FIFA 월드컵 역대 순위 : 63위 | FIFA 월드컵 역대 순위 : 63위 | FIFA 월드컵 역대 순위 : 63위 | FIFA 월드컵 역대 순위 : 63위 | FIFA 월드컵 역대 순위 : 63위 | FIFA 월드컵 역대 순위 : 63위 | FIFA 월드컵 역대 순위 : 63위 | FIFA 월드컵 역대 순위 : 63위 | FIFA 월드컵 역대 순위 : 63위 |

### FIFA 월드컵(예선)
| FIFA 월드컵 예선 기록 | FIFA 월드컵 예선 기록                        | FIFA 월드컵 예선 기록                        | FIFA 월드컵 예선 기록                        | FIFA 월드컵 예선 기록                        | FIFA 월드컵 예선 기록                        | FIFA 월드컵 예선 기록                        | FIFA 월드컵 예선 기록                        | FIFA 월드컵 예선 기록                        | FIFA 월드컵 예선 기록                        |
| 년도                  | 경기                                         | 승                                           | 무*                                          | 패                                           | 득점                                         | 실점                                         | 승점                                         |                                              |                                              |
| --------------------- | -------------------------------------------- | -------------------------------------------- | -------------------------------------------- | -------------------------------------------- | -------------------------------------------- | -------------------------------------------- | -------------------------------------------- | -------------------------------------------- | -------------------------------------------- |
| 1930년                | 독립 이전                                    | 독립 이전                                    | 독립 이전                                    | 독립 이전                                    | 독립 이전                                    | 독립 이전                                    | 독립 이전                                    |                                              |                                              |
| 1934년                | 독립 이전                                    | 독립 이전                                    | 독립 이전                                    | 독립 이전                                    | 독립 이전                                    | 독립 이전                                    | 독립 이전                                    |                                              |                                              |
| 1938년                | 독립 이전                                    | 독립 이전                                    | 독립 이전                                    | 독립 이전                                    | 독립 이전                                    | 독립 이전                                    | 독립 이전                                    |                                              |                                              |
| 1950년                | 독립 이전                                    | 독립 이전                                    | 독립 이전                                    | 독립 이전                                    | 독립 이전                                    | 독립 이전                                    | 독립 이전                                    |                                              |                                              |
| 1954년                | 독립 이전                                    | 독립 이전                                    | 독립 이전                                    | 독립 이전                                    | 독립 이전                                    | 독립 이전                                    | 독립 이전                                    |                                              |                                              |
| 1958년                | 독립 이전                                    | 독립 이전                                    | 독립 이전                                    | 독립 이전                                    | 독립 이전                                    | 독립 이전                                    | 독립 이전                                    |                                              |                                              |
| 1962년                | 독립 이전                                    | 독립 이전                                    | 독립 이전                                    | 독립 이전                                    | 독립 이전                                    | 독립 이전                                    | 독립 이전                                    |                                              |                                              |
| 1966년                | 독립 이전                                    | 독립 이전                                    | 독립 이전                                    | 독립 이전                                    | 독립 이전                                    | 독립 이전                                    | 독립 이전                                    |                                              |                                              |
| 1970년                | 독립 이전                                    | 독립 이전                                    | 독립 이전                                    | 독립 이전                                    | 독립 이전                                    | 독립 이전                                    | 독립 이전                                    |                                              |                                              |
| 1974년                | 독립 이전                                    | 독립 이전                                    | 독립 이전                                    | 독립 이전                                    | 독립 이전                                    | 독립 이전                                    | 독립 이전                                    |                                              |                                              |
| 1978년                | 비회원국                                     | 비회원국                                     | 비회원국                                     | 비회원국                                     | 비회원국                                     | 비회원국                                     | 비회원국                                     |                                              |                                              |
| 1982년                | 비회원국                                     | 비회원국                                     | 비회원국                                     | 비회원국                                     | 비회원국                                     | 비회원국                                     | 비회원국                                     |                                              |                                              |
| 1986년                | 4                                            | 1                                            | 1                                            | 2                                            | 3                                            | 4                                            | 4                                            |                                              |                                              |
| 1990년                | 8                                            | 2                                            | 3                                            | 3                                            | 8                                            | 8                                            | 9                                            |                                              |                                              |
| 1994년                | 5                                            | 1                                            | 2                                            | 2                                            | 3                                            | 4                                            | 5                                            |                                              |                                              |
| 1998년                | 8                                            | 4                                            | 4                                            | 0                                            | 12                                           | 5                                            | 16                                           |                                              |                                              |
| 2002년                | 10                                           | 5                                            | 4                                            | 1                                            | 19                                           | 10                                           | 19                                           |                                              |                                              |
| 2006년                | 12                                           | 7                                            | 3                                            | 2                                            | 15                                           | 9                                            | 24                                           |                                              |                                              |
| 2010년                | 6                                            | 3                                            | 1                                            | 2                                            | 11                                           | 8                                            | 10                                           |                                              |                                              |
| 2014년                | 6                                            | 1                                            | 4                                            | 1                                            | 7                                            | 5                                            | 7                                            |                                              |                                              |
| 2018년                | 2                                            | 0                                            | 0                                            | 2                                            | 1                                            | 4                                            | 0                                            |                                              |                                              |
| 합계                  | 61                                           | 24                                           | 22                                           | 15                                           | 79                                           | 57                                           | 94                                           |                                              |                                              |
| 순위                  | 월드컵 예선 승점 순위 : 84위 (아프리카 13위) | 월드컵 예선 승점 순위 : 84위 (아프리카 13위) | 월드컵 예선 승점 순위 : 84위 (아프리카 13위) | 월드컵 예선 승점 순위 : 84위 (아프리카 13위) | 월드컵 예선 승점 순위 : 84위 (아프리카 13위) | 월드컵 예선 승점 순위 : 84위 (아프리카 13위) | 월드컵 예선 승점 순위 : 84위 (아프리카 13위) | 월드컵 예선 승점 순위 : 84위 (아프리카 13위) | 월드컵 예선 승점 순위 : 84위 (아프리카 13위) |

## 아프리카 네이션스컵(본선)
| 아프리카 네이션스컵 본선 기록 | 아프리카 네이션스컵 본선 기록        | 아프리카 네이션스컵 본선 기록        | 아프리카 네이션스컵 본선 기록        | 아프리카 네이션스컵 본선 기록        | 아프리카 네이션스컵 본선 기록        | 아프리카 네이션스컵 본선 기록        | 아프리카 네이션스컵 본선 기록        | 아프리카 네이션스컵 본선 기록        | 아프리카 네이션스컵 본선 기록        |
| 년도                          | 결과                                 | 순위                                 | 경기                                 | 승                                   | 무*                                  | 패                                   | 득점                                 | 실점                                 | 승점                                 |
| ----------------------------- | ------------------------------------ | ------------------------------------ | ------------------------------------ | ------------------------------------ | ------------------------------------ | ------------------------------------ | ------------------------------------ | ------------------------------------ | ------------------------------------ |
| 1957년                        | 독립 이전                            | 독립 이전                            | 독립 이전                            | 독립 이전                            | 독립 이전                            | 독립 이전                            | 독립 이전                            | 독립 이전                            | 독립 이전                            |
| 1959년                        | 독립 이전                            | 독립 이전                            | 독립 이전                            | 독립 이전                            | 독립 이전                            | 독립 이전                            | 독립 이전                            | 독립 이전                            | 독립 이전                            |
| 1962년                        | 독립 이전                            | 독립 이전                            | 독립 이전                            | 독립 이전                            | 독립 이전                            | 독립 이전                            | 독립 이전                            | 독립 이전                            | 독립 이전                            |
| 1963년                        | 독립 이전                            | 독립 이전                            | 독립 이전                            | 독립 이전                            | 독립 이전                            | 독립 이전                            | 독립 이전                            | 독립 이전                            | 독립 이전                            |
| 1965년                        | 독립 이전                            | 독립 이전                            | 독립 이전                            | 독립 이전                            | 독립 이전                            | 독립 이전                            | 독립 이전                            | 독립 이전                            | 독립 이전                            |
| 1968년                        | 독립 이전                            | 독립 이전                            | 독립 이전                            | 독립 이전                            | 독립 이전                            | 독립 이전                            | 독립 이전                            | 독립 이전                            | 독립 이전                            |
| 1970년                        | 독립 이전                            | 독립 이전                            | 독립 이전                            | 독립 이전                            | 독립 이전                            | 독립 이전                            | 독립 이전                            | 독립 이전                            | 독립 이전                            |
| 1972년                        | 독립 이전                            | 독립 이전                            | 독립 이전                            | 독립 이전                            | 독립 이전                            | 독립 이전                            | 독립 이전                            | 독립 이전                            | 독립 이전                            |
| 1974년                        | 독립 이전                            | 독립 이전                            | 독립 이전                            | 독립 이전                            | 독립 이전                            | 독립 이전                            | 독립 이전                            | 독립 이전                            | 독립 이전                            |
| 1976년                        | 독립 이전                            | 독립 이전                            | 독립 이전                            | 독립 이전                            | 독립 이전                            | 독립 이전                            | 독립 이전                            | 독립 이전                            | 독립 이전                            |
| 1978년                        | 비회원국                             | 비회원국                             | 비회원국                             | 비회원국                             | 비회원국                             | 비회원국                             | 비회원국                             | 비회원국                             | 비회원국                             |
| 1980년                        | 비회원국                             | 비회원국                             | 비회원국                             | 비회원국                             | 비회원국                             | 비회원국                             | 비회원국                             | 비회원국                             | 비회원국                             |
| 1982년                        | 예선 탈락                            | 예선 탈락                            | 예선 탈락                            | 예선 탈락                            | 예선 탈락                            | 예선 탈락                            | 예선 탈락                            | 예선 탈락                            | 예선 탈락                            |
| 1984년                        | 예선 탈락                            | 예선 탈락                            | 예선 탈락                            | 예선 탈락                            | 예선 탈락                            | 예선 탈락                            | 예선 탈락                            | 예선 탈락                            | 예선 탈락                            |
| 1986년                        | 불참                                 | 불참                                 | 불참                                 | 불참                                 | 불참                                 | 불참                                 | 불참                                 | 불참                                 | 불참                                 |
| 1988년                        | 예선 탈락                            | 예선 탈락                            | 예선 탈락                            | 예선 탈락                            | 예선 탈락                            | 예선 탈락                            | 예선 탈락                            | 예선 탈락                            | 예선 탈락                            |
| 1990년                        | 예선 탈락                            | 예선 탈락                            | 예선 탈락                            | 예선 탈락                            | 예선 탈락                            | 예선 탈락                            | 예선 탈락                            | 예선 탈락                            | 예선 탈락                            |
| 1992년                        | 예선 탈락                            | 예선 탈락                            | 예선 탈락                            | 예선 탈락                            | 예선 탈락                            | 예선 탈락                            | 예선 탈락                            | 예선 탈락                            | 예선 탈락                            |
| 1994년                        | 불참                                 | 불참                                 | 불참                                 | 불참                                 | 불참                                 | 불참                                 | 불참                                 | 불참                                 | 불참                                 |
| 1996년                        | 조별리그                             | 13위                                 | 3                                    | 0                                    | 1                                    | 2                                    | 4                                    | 6                                    | 1                                    |
| 1998년                        | 조별리그                             | 13위                                 | 3                                    | 0                                    | 2                                    | 1                                    | 5                                    | 8                                    | 2                                    |
| 2000년                        | 예선 탈락                            | 예선 탈락                            | 예선 탈락                            | 예선 탈락                            | 예선 탈락                            | 예선 탈락                            | 예선 탈락                            | 예선 탈락                            | 예선 탈락                            |
| 2002년                        | 예선 탈락                            | 예선 탈락                            | 예선 탈락                            | 예선 탈락                            | 예선 탈락                            | 예선 탈락                            | 예선 탈락                            | 예선 탈락                            | 예선 탈락                            |
| 2004년                        | 예선 탈락                            | 예선 탈락                            | 예선 탈락                            | 예선 탈락                            | 예선 탈락                            | 예선 탈락                            | 예선 탈락                            | 예선 탈락                            | 예선 탈락                            |
| 2006년                        | 조별리그                             | 9위                                  | 3                                    | 1                                    | 1                                    | 1                                    | 4                                    | 5                                    | 4                                    |
| 2008년                        | 8강                                  | 6위                                  | 4                                    | 1                                    | 2                                    | 1                                    | 5                                    | 4                                    | 5                                    |
| 2010년                        | 8강                                  | 5위                                  | 4                                    | 1                                    | 2                                    | 1                                    | 6                                    | 5                                    | 5                                    |
| 2012년                        | 조별리그                             | 11위                                 | 3                                    | 1                                    | 1                                    | 1                                    | 4                                    | 5                                    | 4                                    |
| 2013년                        | 조별리그                             | 14위                                 | 3                                    | 0                                    | 1                                    | 2                                    | 1                                    | 4                                    | 1                                    |
| 2015년                        | 예선 탈락                            | 예선 탈락                            | 예선 탈락                            | 예선 탈락                            | 예선 탈락                            | 예선 탈락                            | 예선 탈락                            | 예선 탈락                            | 예선 탈락                            |
| 2017년                        | 예선 탈락                            | 예선 탈락                            | 예선 탈락                            | 예선 탈락                            | 예선 탈락                            | 예선 탈락                            | 예선 탈락                            | 예선 탈락                            | 예선 탈락                            |
| 2019년                        | 조별리그                             | 18위                                 | 3                                    | 0                                    | 2                                    | 1                                    | 1                                    | 2                                    | 2                                    |
| 2021년                        | 예선 탈락                            | 예선 탈락                            | 예선 탈락                            | 예선 탈락                            | 예선 탈락                            | 예선 탈락                            | 예선 탈락                            | 예선 탈락                            | 예선 탈락                            |
| 합계                          | 8회 진출(8/23)                       | 8강(2회)                             | 26                                   | 4                                    | 12                                   | 10                                   | 30                                   | 39                                   | 24                                   |
| 순위                          | 아프리카 네이션스컵 역대 순위 : 20위 | 아프리카 네이션스컵 역대 순위 : 20위 | 아프리카 네이션스컵 역대 순위 : 20위 | 아프리카 네이션스컵 역대 순위 : 20위 | 아프리카 네이션스컵 역대 순위 : 20위 | 아프리카 네이션스컵 역대 순위 : 20위 | 아프리카 네이션스컵 역대 순위 : 20위 | 아프리카 네이션스컵 역대 순위 : 20위 | 아프리카 네이션스컵 역대 순위 : 20위 |

### 아프리카 네이션스컵(예선)
| 아프리카 네이션스컵 예선 기록 | 아프리카 네이션스컵 예선 기록 | 아프리카 네이션스컵 예선 기록 | 아프리카 네이션스컵 예선 기록 | 아프리카 네이션스컵 예선 기록 | 아프리카 네이션스컵 예선 기록 | 아프리카 네이션스컵 예선 기록 | 아프리카 네이션스컵 예선 기록 |
| 년도                          | 경기                          | 승                            | 무*                           | 패                            | 득점                          | 실점                          | 승점                          |
| ----------------------------- | ----------------------------- | ----------------------------- | ----------------------------- | ----------------------------- | ----------------------------- | ----------------------------- | ----------------------------- |
| 1957년                        | 독립 이전                     | 독립 이전                     | 독립 이전                     | 독립 이전                     | 독립 이전                     | 독립 이전                     | 독립 이전                     |
| 1959년                        | 독립 이전                     | 독립 이전                     | 독립 이전                     | 독립 이전                     | 독립 이전                     | 독립 이전                     | 독립 이전                     |
| 1962년                        | 독립 이전                     | 독립 이전                     | 독립 이전                     | 독립 이전                     | 독립 이전                     | 독립 이전                     | 독립 이전                     |
| 1963년                        | 독립 이전                     | 독립 이전                     | 독립 이전                     | 독립 이전                     | 독립 이전                     | 독립 이전                     | 독립 이전                     |
| 1965년                        | 독립 이전                     | 독립 이전                     | 독립 이전                     | 독립 이전                     | 독립 이전                     | 독립 이전                     | 독립 이전                     |
| 1968년                        | 독립 이전                     | 독립 이전                     | 독립 이전                     | 독립 이전                     | 독립 이전                     | 독립 이전                     | 독립 이전                     |
| 1970년                        | 독립 이전                     | 독립 이전                     | 독립 이전                     | 독립 이전                     | 독립 이전                     | 독립 이전                     | 독립 이전                     |
| 1972년                        | 독립 이전                     | 독립 이전                     | 독립 이전                     | 독립 이전                     | 독립 이전                     | 독립 이전                     | 독립 이전                     |
| 1974년                        | 독립 이전                     | 독립 이전                     | 독립 이전                     | 독립 이전                     | 독립 이전                     | 독립 이전                     | 독립 이전                     |
| 1976년                        | 독립 이전                     | 독립 이전                     | 독립 이전                     | 독립 이전                     | 독립 이전                     | 독립 이전                     | 독립 이전                     |
| 1978년                        | 비회원국                      | 비회원국                      | 비회원국                      | 비회원국                      | 비회원국                      | 비회원국                      | 비회원국                      |
| 1980년                        | 비회원국                      | 비회원국                      | 비회원국                      | 비회원국                      | 비회원국                      | 비회원국                      | 비회원국                      |
| 1982년                        | 2                             | 0                             | 2                             | 0                             | 1                             | 1                             | 2                             |
| 1984년                        | 4                             | 2                             | 1                             | 1                             | 7                             | 4                             | 7                             |
| 1986년                        | 불참                          | 불참                          | 불참                          | 불참                          | 불참                          | 불참                          | 불참                          |
| 1988년                        | 4                             | 2                             | 0                             | 2                             | 2                             | 4                             | 6                             |
| 1990년                        | 4                             | 1                             | 1                             | 2                             | 5                             | 7                             | 4                             |
| 1992년                        | 6                             | 0                             | 3                             | 3                             | 3                             | 6                             | 3                             |
| 1994년                        | 불참                          | 불참                          | 불참                          | 불참                          | 불참                          | 불참                          | 불참                          |
| 1996년                        | 10                            | 6                             | 2                             | 2                             | 17                            | 8                             | 20                            |
| 1998년                        | 4                             | 2                             | 0                             | 2                             | 4                             | 4                             | 6                             |
| 2000년                        | 8                             | 2                             | 2                             | 4                             | 10                            | 12                            | 8                             |
| 2002년                        | 8                             | 4                             | 2                             | 2                             | 13                            | 8                             | 14                            |
| 2004년                        | 4                             | 1                             | 2                             | 1                             | 7                             | 4                             | 5                             |
| 2006년                        | 12                            | 7                             | 3                             | 2                             | 15                            | 9                             | 24                            |
| 2008년                        | 6                             | 4                             | 1                             | 1                             | 16                            | 5                             | 13                            |
| 2010년                        | 6                             | 3                             | 1                             | 2                             | 11                            | 8                             | 10(자동진출)                  |
| 2012년                        | 6                             | 4                             | 0                             | 2                             | 7                             | 5                             | 12                            |
| 2013년                        | 2                             | 1                             | 0                             | 1                             | 3                             | 3                             | 3                             |
| 2015년                        | 6                             | 1                             | 3                             | 2                             | 5                             | 5                             | 6                             |
| 2017년                        | 6                             | 1                             | 2                             | 3                             | 7                             | 8                             | 5                             |
| 2019년                        | 6                             | 4                             | 0                             | 2                             | 9                             | 6                             | 12                            |
| 2021년                        | 6                             | 1                             | 1                             | 4                             | 4                             | 7                             | 4                             |
| 합계                          | 110                           | 46                            | 26                            | 38                            | 145                           | 114                           | 164                           |

## 주요 선수
- 바스투스 키상가
- 에레니우송
- 프레디 쿨렘베
- 마테우스 갈리아노
- 잘마 캄푸스
- 다니 마숭구나
- 란두 마방가

## 역대 감독
| 감독          | 임기 |
| ------------- | ---- |
| 에르베 르나르 | 2010 |